# Claudia Heunis
Claudia Heunis (* 1. Mai 1989 als Claudia Viljoen) ist eine ehemalige südafrikanische Sprinterin und Hürdenläuferin, die sich auf die 100-Meter-Distanz spezialisiert hat und über diese Distanz 2016 Afrikameisterin wurde.

## Sportliche Laufbahn
Erste internationale Erfahrungen sammelte Claudia Heunis im Jahr 2007, als sie bei den Juniorenafrikameisterschaften in Ouagadougou in 14,48 s die Bronzemedaille im 100-Meter-Hürdenlauf gewann. Im Jahr darauf schied sie bei den Juniorenweltmeisterschaften in Bydgoszcz mit 14,08 s im Halbfinale aus und verpasste mit der südafrikanischen 4-mal-100-Meter-Staffel mit 46,37 s den Finaleinzug. 2012 belegte sie bei den Afrikameisterschaften in Porto-Novo in 13,97 s den siebten Platz über 100 m Hürden und gelangte mit der Staffel mit 45,56 s auf Rang vier. 2015 nahm sie an den Afrikaspielen in Brazzaville teil und klassierte sich dort mit 13,45 s auf dem fünften Platz. Im Jahr darauf siegte sie dann in 13,35 s bei den Afrikameisterschaften im heimischen Durban. Im Juni 2017 bestritt sie in Finnland ihre letzten offiziellen Wettkämpfe und beendete daraufhin ihre aktive Karriere im Alter von 28 Jahren.
In den Jahren 2011 und 2012 sowie 2015 und 2016 wurde Heunis südafrikanische Meisterin im 100-Meter-Hürdenlauf sowie 2011 auch in der 4-mal-100-Meter-Staffel.

## Persönliche Bestzeiten
- 100 Meter: 11,87 s (+1,2 m/s), 26. März 2011 in Germiston
- 100 m Hürden: 13,23 s (+0,9 m/s), 25. März 2017 in Pretoria